# Oto (agrume)
Espèce
Classification phylogénétique
Citrus oto, ou simplement Oto dans la littérature académique est un agrume devenu marginal appartenant aux petites mandarines sauvages ou cultivées des iles Ryūkyū. Il a été classé dans le groupe Yukubuni (2021), population d'agrumes hybrides qui ont une ascendance significative de pomelos (C. maxima).

## Dénomination
Les O sont longs, on le trouve écrit ootoo ou otoo, オートゥー (Ōto~ū) otou en dialecte local.   
Le nom binomial est Citrus ×oto Yu.Tanaka (1948) synonyme de Citrus oto hort. ex Yu. Tanaka. Parfois abusivement assimilé à Citrus depressa quoique génétiquement clairement distinct.    
En japonais オートー (Ōtō), en chinois 奥太橘 (Ào tài jú) risque de confusion dans cette langue avec Citrus otachibana Hort. ex Y. Tanaka. Il aurait été appelé 青唐九年母（オートークネンボ） (Ao tō kunenbo (ōtōkunenbo)) puis kunenbo a disparu.   

## Histoire
La culture est à son apogée à Okinawa au début de l'Ere Shōwa (1926-1989) avec 300 t/an. Concurrencé par des introductions étrangères (tankan) elle décline dans les années 1970. De nos jours (2023) son marché est local cantonné au nord de l'île principale d'Okinawa.    

## Description
En 2013, un premier séquençage permet d'isoler un groupe de mandarines archaïques avec une forte origines maternelles C. maxima. Ce sont C. keraji, C. oto, C. tarogayo, C. platymamma et C. yatsushiro. En 2021, G. Albert Wu et al. identifient aux iles Ryūkyū une famille hybride qu'ils nomment Yukunibu soit agrumes aigres en dialecte d'Okinawa. La phylogénie est Kunenbo pour parent femelle et divers parents de pollen de C. ryukyuensis pour parents males. Le groupe Yukunibu regroupe trois accessions cultivées principalement pour le jus (oto, kabuchi et tarogayo) et diverses accessions sauvages. Ils datent l'apparition de cette famille entre le VIIIe et XIIe siècles. Les Yukunibu sont des hybrides F1 fixes.
La même année Masashi Yamamoto donnent une phylogénie sur base génétique:
- Kunenbo x shikuwasa (C. depressa) engendrent oto, kabuchi (C. keraji) et tarogayo,
- Kunenbo x kabuchi donnent Keraji (C. keraji )[11].

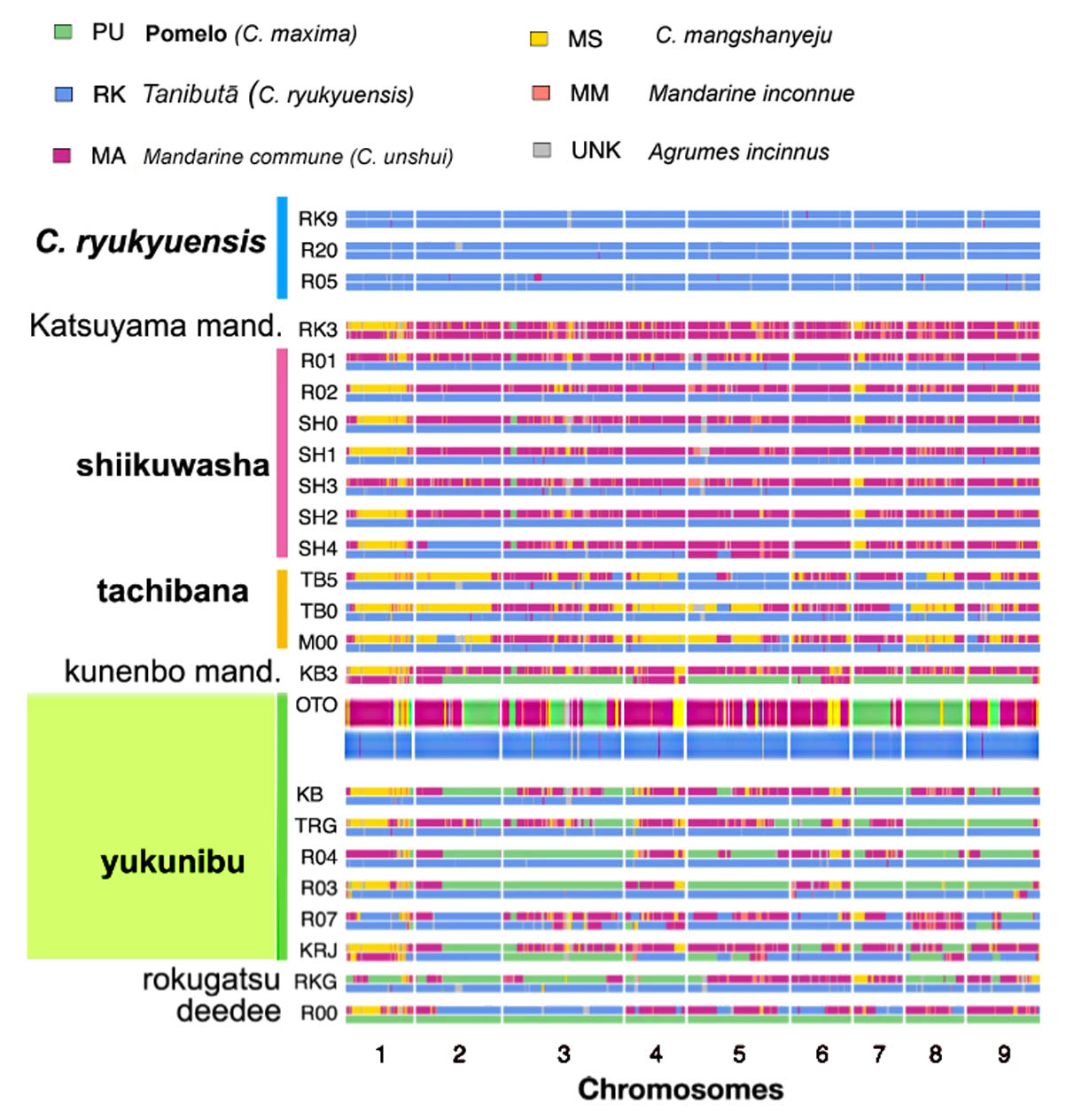
Les 9 chromosomes de C. oto (première ligne des yukunibu, grossie). Seul un jeu de chromosome dominant résulte de l'hybridation, on y voit la part de l'ascendance C. maxima en vert et la proximité de Tarogayo TRG.

Les polymétaflavones des péricarpes de shikuwasa, kabuchi et oto (nobilétine, tangerétine et sinensétine) sont légèrement différentes, en fonction de leurs compositions en PMF. Sayuri Teramoto et al. (2010) distinguent 3 groupes un autour de shikuwasa (avec C. depressa var. 'Ishikunibu' et Tachibana), un autre autour de Kabuchi (avec Tarogayo et Unju) ces deux groupes étant très riches en PMF et enfin Oto et diverses mandarines. Ce travail insiste sur l'énorme diversité des variétés si on considère l'ensemble des iles de l'archipel.  Le jus d'oto contient une quantité de polyméthoxyflavones inférieure à celle du jus de fruits Shikuwasa (2019).

### Tarogayo
タルガヨー 、タルガヨ、タロガヨ (targayo, targayo, tarogayo) littéralement  Qui es-tu ? en langue d'Okinawa est synonyme de Marsakunibo (bonne mandarine). Il est cultivé cultivé à Motobu, village d'Ogimi, ville de Nago.

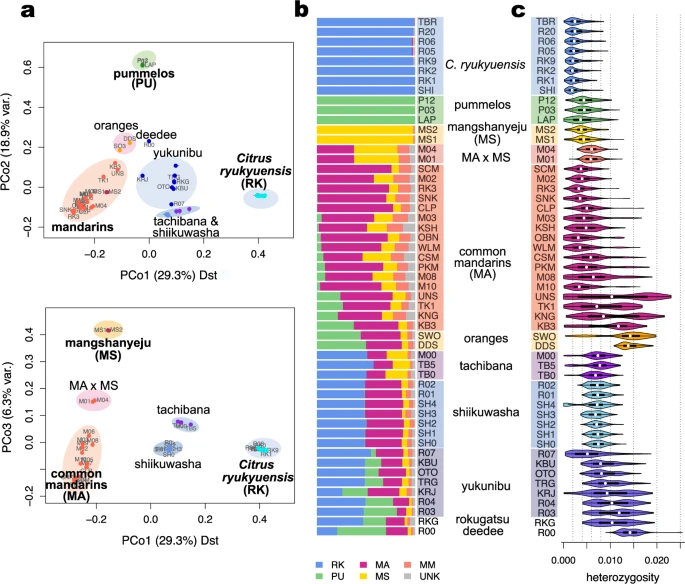
Dans le yukunibu, Oto est entre kabuchi et tarogayo avec une ascendance mandarine plus marquée (Guohong Albert Wu et al. 2021)

Une croyance populaire voulait qu'il soit un hybride de Kabuchi (C. keraji) et d'Oto à qui il ressemble. Il a été montré que C. nobilis var Kunenbo est l'origine maternelle de C. tarogayo. Comme Oto, Tarogayo est récolté vert début novembre. Il est devenu encore plus rare qu'Oto. Yuichiro Tanaka en a fait une espèce: Citrus Tarogago Hort. ex Yu. Tanaka(1948).

### Distribution
Oto existe (2024) sous forme sauvage ou cultivée dans les Iles Ryūkyū à Kurusima (île d'Okinerabu), Yuneauteau (île de Yoron), dans l'archipel des Nansei , et les provinces de Suo, Shikoku, Kyushu, à Taiwan, et en Chine.
Les fruits se récoltent de fin novembre à janvier encore verts, il tournent ensuite au jaune et sont alors consommés. 